# خاندان ماتسودونو
خاندان ماتسودونو (به ژاپنی: 松殿家) یک شاخه از خاندان فوجیوارا بود. این شاخه توسط ماتسودونو موتوفوسا پسر فوجیوارا نو تادامیچی بنیانگذاری شد.